# Eleutherodactylus glaphycompus
Espèce
Statut de conservation UICN

 EN B1ab(iii) : En danger
Eleutherodactylus glaphycompus est une espèce d'amphibiens de la famille des Eleutherodactylidae.

## Répartition
Cette espèce est endémique d'Haïti. Elle se rencontre de 576 à 1 480 m d'altitude dans la péninsule de Tiburon.

## Description
Les femelles mesurent jusqu'à 34 mm.

## Publication originale
- Schwartz, 1973 : Six new species of Eleutherodactylus (Anura, Leptodactylidae) from Hispaniola. Journal of Herpetology, vol. 7, no 3, p. 249-273.